# 世界の詩・愛の旅
『世界の詩・愛の旅』（せかいのうた・あいのたび）は、1971年10月3日から1972年3月26日までフジテレビ系列局で放送されていたフジテレビ製作のドキュメンタリー番組である。放送時間は毎週日曜 22:15 - 22:45 （日本標準時）。
毎回さまざまな女性スターを「愛の親善使節」として世界各地に派遣し、彼女たちの見たまま感じたままのユニークな体験記を映像にしていた。

## 出演者
全員ゲストで固定の出演者は無し。
- 酒井和歌子
- 倍賞美津子
- 浜美枝
- 八千草薫
- 菊ひろ子
- ほか